# عبد القادر بن صالح
عبد القادر بن صالح (24 نوفمبر 1941 - 22 سبتمبر 2021)، دبلوماسي وسياسي جزائري، شغل منصب الرئيس المؤقت للجمهورية الجزائرية من 9 أبريل 2019 وحتى 19 ديسمبر 2019. ففي 9 أبريل  2019 أعلن البرلمان الجزائري بغرفتيه عبد القادر بن صالح رئيسا للدولة لمدة 90 يوما وفقا للمادة 102 من الدستور، بعد أن أعلن رسميا الشغور النهائي لمنصب رئيس الجمهورية إثر استقالة عبد العزيز بوتفليقة. بعد انقضاء 90 يوما مدد المجلس الدستوري بفتوى دستورية بقاء رئيس الدولة بن صالح في منصبه لغاية تحقيق تنظيم الانتخابات الرئاسية 2019.

## الولادة والنشأة
ولد يوم 24 نوفمبر 1941 بفلاوسن بولاية تلمسان. زاول دراسته الابتدائية في عين يوسف التابعة حاليا لدائرة الرمشي.
في سنة 1959 إلتحق بصفوف جيش التحرير الوطني انطلاقا من المغرب، ولم يبلغ بعد سن الثامنة عشر. تلقى في البداية تكوينا في زرع ونزع الألغام بمدينة (العرايش) قبل الانتقال إلى قاعدة جيش التحرير الوطني (بزغنغن) القريبة من الناظور (المغربية)، أين استفاد من تكوين كمحافظ سياسي، وهي المهمّة التي كلّف بها على مستوى المنطقة الثامنة، التابعة للولاية الخامسة التاريخية، إلى غاية استرجاع السيادة الوطنية في 1962.

## عمله السياسي
عمل ديبلوماسياً في السفارة الجزائرية بمصر. وبين سنوات 1970 - 1974م عُيّن مديراً للمركز الجزائري للإعلام والثقافة في بيروت بلبنان. بين 1974 إلى 1977 شغل منصب مدير نشر صحيفة الشعب اليومية الناطقة باللغة العربية. وبين 1977 إلى 1989م كان عضوا في البرلمان منتخبا عن تلمسان. وبين سنوات 1989 -1993 عين سفيرا للجزائر في المملكة العربية السعودية ومنظمة المؤتمر الإسلامي، بعدها أصبح سنة 1993 مدير الإعلام في وزارة الشؤون الخارجية والمتحدث الرسمي باسمها. وبين سنوات 1993 - 1994 كان عضو ورئيس لجنة الحوار الوطني، وبين 1994 إلى 1997 ترأس المجلس الوطني الانتقالي.
بين 1997 إلى 2002 شغل منصب رئيس المجلس الشعبي الوطني الجزائري، كما انتخب نائبا عن ولاية وهران في 30 ماي 2002، وفي نفس السنة استقال ليتم تعيينه في الثلث الرئاسي لمجلس الأمة في 25 يونيو 2002، خلفاً لمحمد الشريف مساعدية المتوفي. وانتخب في منصب رئيس مجلس الأمة الجزائري وجدد انتخابه منذ 2002.

## المسيرة المهنية
- صحفي بالجريدة الوطنية اليومية الشعب 1967.[19][26]
- مراسل ومدير مكتب الشرق الأوسط لمجلة المجاهد وجريدة الجمهورية 1968-1970.[19]
- مدير المركز الجزائري للإعلام والثقافة ببيروت (لبنان) 1970-1974.[19][27]
- مديرا عاما للجريدة الوطنية اليومية الشعب 1974-1977.[26]
- نائبا عن ولاية تلمسان بالمجلس الشعبي الوطني 3 عهدات متعاقبة.[19][20]
- رئيس لجنة الشؤون الخارجية بالمجلس الشعبي الوطني لمدة عشرة سنوات.[19]
- سفير الجزائر في المملكة العربية السعودية 1989.[19][26]
- ممثل دائما لدى منظمة المؤتمر الإسلامي (جدة) 1989.[19][26][27]
- مديرًا للإعلام وناطقًا رسميًا لوزارة الشؤون الخارجية 1993.[19][20][26]
- عضو وناطق رسمي للجنة الحوار الوطني أكتوبر 1993.[19]
- عضو مؤسس التجمع الوطني الديمقراطي فيفري 1997.[19][19][26][27]
- رئيس التجمع الوطني الديمقراطي فيفري 1997.[19]
- رئيس المجلس الشعبي الوطني (أول مجلس تعددي) 14 جوان 1997.[19][26]
- رئيس الاتحاد البرلماني العربي فترة 2000-2002.[19]
- نائبا عن ولاية وهران 30 ماي 2002.[19]
- عضو مجلس الأمة من الثلث الرئاسي 2002.[19][20]
- رئيس لمجلس الأمة للمرة الأولى 02 جويلية 2002.[19][20]
- رئيس لمجلس الأمة للمرة الثانية 09 جانفي 2004.[19]
- رئيس الاتحاد البرلماني الإفريقي 30 نوفمير 2004.[19][27]
- رئيس مجلس الأمة لثالث مرة 11 جانفي 2007.[19][26]
- رئيس مجلس الأمة لسادس مرة 10 جانفي 2016.[19][26]
- رئيس لهيئة المشاورات الوطنية أفريل 2011.[19]
- أمين عام لحزب التجمع الوطني الديمقراطي 2013-2015.[19]

## الأوسمة والأنواط والميداليات
حظي السيد عبد القادر بن صالح بتشريفات وأوسمة عديدة في الداخل  والخارج. كما تم تشريفه من العديد من الدول الصديقة حيث قلده رؤساؤها أوسمة الاستحقاق الوطني حسب النظام الدستوري لكل منها.
- وسام جيش التحرير الوطني. الجزائر
- وسام الاستحقاق الوطني. الجزائر
- الدكتوراه الفخرية في العلوم السياسية والعلاقات الدولية من جامعة شونغ نام.  كوريا الجنوبية

## وفاته
توفي عبد القادر بن صالح، عن عمر ناهز 80 عاما يوم الأربعاء 22 سبتمبر 2021. بُعيد وفاته، أُعلن عن تنكيس العلم الوطني لمدة 3 أيام ابتداء من يوم الأربعاء، على أن يُشيَّع الجثمان يوم الخميس 23 سبتمبر ليُدفن بمقبرة العالية بالجزائر العاصمة. وفي اليوم المذكور شُيِّع الجثمان إلى مثواه الأخير.

## قائمة المراجع
1. 1 2 3  السيرة الذاتية نسخة محفوظة 26 مارس 2019 على موقع واي باك مشين.
2. ↑  "البلاد الوطني / صالح ڤوجيل رئيسا لمجلس الامة". مؤرشف من الأصل في 2020-01-03.
3. ↑  مرسوم رئاسي يتضمن تعيين عبد القادر بن صالح سفيرا للجزائر في السعودية - الجريدة الرسمية الجزائرية 1989 العدد 42 ص 1264 نسخة PDF نسخة محفوظة 2020-05-09 على موقع واي باك مشين.
4. ↑  "Algérie : qui est Abdelkader Bensalah, nommé président par intérim ? Access to the comments" (بالفرنسية). Euronews.
5. ↑  "Former Algerian president Abdelkader Bensalah dies at 80" (بالإنجليزية).
6. ↑  "وفاة الرئيس الجزائري السابق عبدالقادر بن صالح". جريدة النهار. 22 سبتمبر 2021. اطلع عليه بتاريخ 2021-09-22.
7. ↑  "الجريدة الرسمية للجمهورية الجزائرية" (PDF). 30 يونيو 2002.
8. ↑  "مجلس الأُمَّة الجزائري: السيرة الذاتية لعبد القادر بن صالح". مجلس الأمة.
9. ↑  Sud Ouest (بالفرنسية), ISSN:1760-6454, QID:Q2608774
10. 1 2  "من هو عبد القادر بن صالح المكلف برئاسة الجزائر 90 يوما؟". آر تي العربية. 9 أبريل 2019.
11. ↑  "عبد القادر بن صالح.. ثاني رئيس مؤقت بتاريخ الجزائر". العين الإخبارية. مؤرشف من الأصل في 2019-04-09. اطلع عليه بتاريخ 2019-10-29.
12. ↑  "متابعة مباشرة لمراسم تنصيب رئيس الجمهورية عبد المجيد تبون". البلاد الوطني. مؤرشف من الأصل في 2019-12-19. اطلع عليه بتاريخ 2019-12-21.
13. ↑  "المغرب يكتفي بحضور السفير في حفل تنصيب "تبون" رئيساً للجزائر". Hespress. مؤرشف من الأصل في 2019-12-19. اطلع عليه بتاريخ 2019-12-21.
14. ↑  "سفير البحرين لدى الجزائر يحضر حفل تنصيب الرئيس عبد المجيد تبون". www.akhbar-alkhaleej.com. مؤرشف من الأصل في 2019-12-21. اطلع عليه بتاريخ 2019-12-21.
15. ↑  fouzia, Boussadia. "بقاء بن صالح بعد 9 يوليو: فتوى من "روح النص الدستوري" لتفادي مخاطر الفراغ". www.aps.dz (بar-aa). Archived from the original on 2019-12-16. Retrieved 2019-10-29.{{استشهاد ويب}}:  صيانة الاستشهاد: لغة غير مدعومة (link)
16. ↑  "الجزائر.. ماذا بعد انتهاء عهدة بن صالح؟". www.aljazeera.net. مؤرشف من الأصل في 2019-07-10. اطلع عليه بتاريخ 2019-10-29.
17. ↑  سومر, زولا. "التمديد لبن صالح حلّ سياسي يجنّب الفراغ المؤسساتي". www.el-massa.com (بar-aa). Archived from the original on 2019-12-10. Retrieved 2019-10-29.{{استشهاد ويب}}:  صيانة الاستشهاد: لغة غير مدعومة (link)
18. ↑  Abdelkader Bensalah: « je suis algérien et de parents algériens, nés et enterrés à Felaoussene à Tlemcen » | Algérie 1 نسخة محفوظة 03 مايو 2016 على موقع واي باك مشين.
19. 1 2 3 4 5 6 7 8 9 10 11 12 13 14 15 16 17 18 19 20 21 22 23 24  "السيرة الذاتية للسيد عبد القادر بن صالح رئيس مجلس الأمة". Site officiel du conseil de la nation (بar-aa). Archived from the original on 2019-03-26. Retrieved 2019-10-29.{{استشهاد ويب}}:  صيانة الاستشهاد: لغة غير مدعومة (link)
20. 1 2 3 4 5 6  وكالات (9 أبريل 2019). "من هو عبد القادر بن صالح رئيس الجزائر المؤقت؟". البيان. مؤرشف من الأصل في 2019-04-10. اطلع عليه بتاريخ 2019-10-29.
21. 1 2  "بن صالح رئيساً مؤقتاً للجزائر.. فمن هو؟". www.alarabiya.net. مؤرشف من الأصل في 2019-04-10. اطلع عليه بتاريخ 2019-10-29.
22. ↑  "بن صالح يتولى إدارة المشاورات مع الأحزاب السياسية والشخصيات الوطنية". جزايرس. مؤرشف من الأصل في 2011-08-20. اطلع عليه بتاريخ 2019-10-29.
23. ↑  "تعرف إلى السيرة الذاتية لرئيس الدولة عبد القادر بن صالح". DMA عربي. 9 أبريل 2019. مؤرشف من الأصل في 2019-12-10. اطلع عليه بتاريخ 2019-10-29.
24. ↑  مرسوم رئاسي يتضمن تعيين عبد القادر بن صالح عضوا في مجلس الأمة خلفا محمد الشريف مساعدية المتوفي - الجريدة الرسمية الجزائرية السنة 2002 العدد 45 ص 16 نسخة PDF نسخة محفوظة 30 يونيو 2019 على موقع واي باك مشين.
25. ↑  تنصيب أعضاء مجلس الأمة وتجديد الثقة في عبد القادر بن صالح رئيسا لعهدة جديدة - موقع الإذاعة الجزائرية. نشر في 29/01/2019 - 10:00 نسخة محفوظة 10 فبراير 2019 على موقع واي باك مشين.
26. 1 2 3 4 5 6 7 8 9  "عبد القادر بن صالح.. الرئيس "منزوع الصلاحيات" والمرفوض شعبيا". سكاي نيوز عربية. مؤرشف من الأصل في 2019-12-10. اطلع عليه بتاريخ 2019-10-29.
27. 1 2 3 4  "arabic.euronews.com/". مؤرشف من الأصل في 8 أكتوبر 2019. اطلع عليه بتاريخ 28/10/2019. {{استشهاد ويب}}: تحقق من التاريخ في: |تاريخ الوصول= (مساعدة)
28. ↑  "الجزائر تعلن الحداد بعد وفاة الرئيس المؤقت السابق عبد القادر بن صالح". سكاي نيوز عربية. مؤرشف من الأصل في 2021-09-22. اطلع عليه بتاريخ 2021-09-22.
29. ↑  الجزائر تشيّع «رئيسها المؤقت» عبد القادر بن صالح: هاجمه الحراك بشدة… وعرف بقربه الشديد من بوتفليقة. نسخة محفوظة 2021-09-23 على موقع واي باك مشين.